# 纪尧姆 (滨海阿尔卑斯省)
纪尧姆（法語：Guillaumes，法語發音：[ɡijom]）是法国滨海阿尔卑斯省的一个市镇，位于该省西北部，属于尼斯区。瓦尔贝格滑雪场位于纪尧姆境内东部。

## 地理
纪尧姆（44°5'26"N, 6°51'13"E）面积87.02 平方千米，位于法国普罗旺斯-阿尔卑斯-蓝色海岸大区滨海阿尔卑斯省，该省份为法国东南部沿海省份，南濒地中海，西南至瓦尔省，西北接上普罗旺斯阿尔卑斯省，北部和东部与意大利接壤。
与纪尧姆接壤的市镇（或旧市镇、城区）包括：欧瓦尔、伯伊、昂特罗讷新堡、鲁杜勒河畔拉克鲁瓦、达吕伊、佩奥讷、蒂内河畔圣艾蒂安、索兹、昂特罗讷新城。

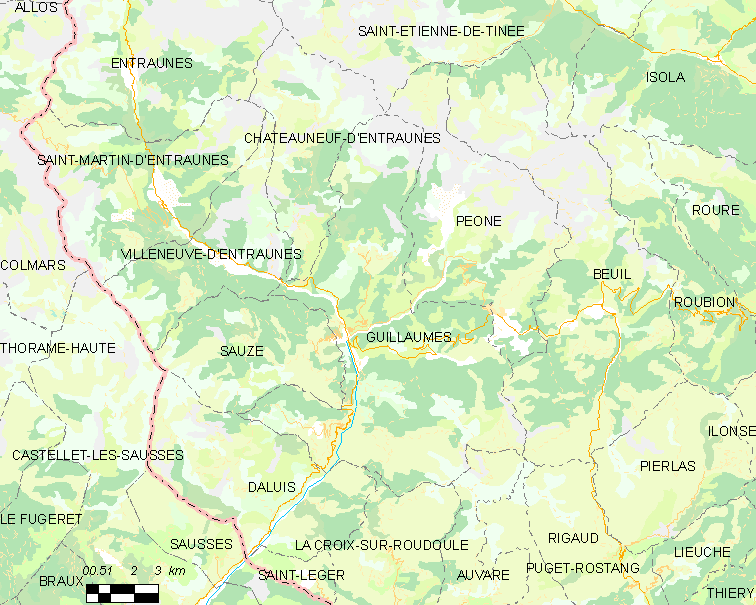
的OSM定位图

纪尧姆的时区为UTC+01:00、UTC+02:00（夏令时）。

## 行政
纪尧姆的邮政编码为06470，INSEE市镇编码为06071。

## 政治
纪尧姆所属的省级选区为旺斯县。

## 人口

1962-2008年间人口变化图示

纪尧姆于2022年1月1日时的人口数量为586人。